# Giancarlo Alessandrini
Pour les articles homonymes, voir Alessandrini.
Giancarlo Alessandrini, né le 20 mars 1950 à Jesi (Italie), est un dessinateur de bande dessinée italien.
Il a étudié à l'École d'art d'Ancône.

## Œuvre
- En garde !, Aventures et Voyages, collection Mon Journal :

no 75. Le Marais de Suhaitay, scénario de Mino Milani, Roger Lécureux et Víctor Mora, dessins de Giancarlo Alessandrini, Tito Marchioro et Francisco Darnis, 1981
- L'Homme de Chicago, scénario d'André Castelli, dessins de Giancarlo Alessandrini, Dargaud, collection Un homme - Une aventure, 1979  (ISBN 2-205-01327-0)

- Indiana Jones, scénario de Claude Moliterni, dessins de Giancarlo Alessandrini, Bagheera

1. Le Secret de la pyramide, 1993  (ISBN 2-908406-26-8)
2. Indiana Jones et la cité de la foudre, 1994  (ISBN 2-908406-34-9)
3. Le Grimoire maudit, 1995  (ISBN 2-908406-46-2)

- Long Rifle, Aventures et Voyages, collection Mon journal

11. L'Étoile maudite, scénario de Giancarlo Berardi et Sanmauro, dessins de Giancarlo Alessandrini, Stelio Fenzo et Ivo Pavone, 1978
27. Ranchero !, scénario de Giancarlo Berardi, Ennio Missaglia et Sanmauro, dessins de Giancarlo Alessandrini, Stelio Fenzo et Ivo Pavone, 1980
56. Trompette dans la nuit, scénario de Giancarlo Berardi, Ennio Missaglia, Carlos Albiac, Alfredo Castelli et Juan Rafart, dessins de Giancarlo Alessandrini, Ivo Pavone, Ernesto García Seijas et Juan Rafart, 1982
- Martin Mystère

1. Les Hommes en noir, scénario d'Alfredo Castelli, dessins de Giancarlo Alessandrini, Glénat, collection 2 heures 1/2, 1993  (ISBN 2-7234-1548-1)
2. Fantôme à Manhattan, scénario d'Alfredo Castelli, dessins de Giancarlo Alessandrini, Glénat, collection 2 heures 1/2, 1993  (ISBN 2-7234-1661-5)
3. Les Enfants du rêve, scénario d'Alfredo Castelli, dessins de Giancarlo Alessandrini, Glénat, collection 2 heures 1/2, 1994  (ISBN 2-7234-1685-2)
HS. Le Secret de Saint Nicolas, scénario d'Alfredo Castelli, dessins de Giancarlo Alessandrini, Semic, collection Semic Album, 2005  (ISBN 2-914082-27-4)
- Ombres sur la place rouge, scénario de Roberto Dal Prà, dessins de Giancarlo Alessandrini, Bagheera, 1992  (ISBN 2-908406-18-7)
- Outremer, scénario de Vincenzo Beretta, dessins de Giancarlo Alessandrini, Albin Michel,

1. Les Portes du mal, 2001  (ISBN 2-226-12691-0)[2]
2. L'Empire de Khor, 2003  (ISBN 2-226-13241-4)

- Quintett, scénario de Frank Giroud, Dupuis, collection Empreinte(s)

HS. La Colline aux Serments, coscénario de Luc Révillon, dessins de Giancarlo Alessandrini, Jean-Charles Kraehn, TBC, Steve Cuzor, Paul Gillon, Uriel et Cyril Bonin, 2009  (ISBN 978-2-8001-4273-9)
- Tex, Clair de Lune, collection Encre De Chine

16. Canyon dorado, scénario de Claudio Nizzi, dessins de Giancarlo Alessandrini, 2010  (ISBN 978-2-353-25183-4)

## Récompenses et distinctions
- 1992 :  Prix Yellow-Kid du dessinateur italien, pour l'ensemble de son œuvre
- 2006 :  prix Haxtur de la meilleure couverture pour Martin Mystère no 3 : La fórmula